# 148

## Esdeveniments
- El part An Shigao arriba a la Xina per predicar-hi el budisme.[1]